# Giovanni Prandini
Giovanni Prandini (ur. 22 stycznia 1940 w Calvisano, zm. 12 marca 2018 w Lonato del Garda) – włoski polityk, deputowany i senator, minister w różnych resortach.

## Życiorys
Z wykształcenia ekonomista, pracował jako urzędnik administracji publicznej. Zaangażował się w działalność polityczną w ramach Chrześcijańskiej Demokracji, był sekretarze tego ugrupowania w prowincji Brescia. W latach 1972–1983 sprawował mandat posła do Izby Deputowanych VI, VII i VIII kadencji, następnie do 1992 był członkiem Senatu IX i X kadencji. W latach 1992–1994 ponownie zasiadał w niższej izbie włoskiego parlamentu w okresie XI kadencji.
W latach 1983–1986 był podsekretarzem stanu w resorcie handlu zagranicznego. Od 1987 do 1992 w randze ministra wchodził w skład czterech kolejnych rządów. Był ministrem marynarki handlowej, a następnie od 1989 ministrem robót publicznych. Jego kariera polityczna załamała się w okresie ujawniania afer łapówkarskich (tzw. Tangentopoli). W 2001 został w pierwszej instancji skazany na karę ponad sześciu lat pozbawienia wolności. Po kilku latach postępowanie to na skutek odwołań zakończyło się uniewinnieniem. W innym postępowaniu Trybunał Obrachunkowy zasądził od niego jednak kilka milionów euro tytułem odszkodowania.
Pełnił również funkcję sekretarza Partito Democratico Cristiano, jednego z licznych niewielkich ugrupowań odwołujących się do rozwiązanej w pierwszej połowie lat 90. Chrześcijańskiej Demokracji.